# 1993 a vasúti közlekedésben
Ez a szócikk a 1993-ban történt vasúti eseményeket mutatja be.

## Események a világban
- Szeptember 22. - A Sunset Limited távolsági járat kisiklik egy alabamai átkelő hídon. A katasztrófában 47-en vesztették életüket.[1][2]
- December 21. - A Valenciennes-ből Párizsba tartó TGV a Haute-Picardie állomásnál, a világon eddig a legnagyobb 294 km/órás sebességgel kisiklott.

## Események Magyarországon
- Február 12-én a pörbölyi tragédiában 12-en vesztik életüket, amikor iskolabuszba rohan egy vonat a Tolna megyei Pörbölynél.
- Szeptember 25. - A magyar országgyűlés elfogadja a vasútról szóló törvényt . A MÁV pénzügyi helyzetét állami forrásból rendezik. Az elfogadott törvény az európai gyakorlatnak megfelelően megkülönböztet pályavasutat és vállalkozói vasutat.[3]
- Megszűnik a 83-as vasútvonal